# Гаити на летних Олимпийских играх 1988
Республика Гаити принимала участие в Летних Олимпийских играх 1988 года в Сеуле (Корея) в девятый раз за свою историю, но не завоевала ни одной медали. Сборную страны представляли 3 мужчин и 1 женщина.

## Результаты соревнований

### Лёгкая атлетика
Мужчины
| Дисциплина        | Спортсмены     | Предварительный раунд | Предварительный раунд | Предварительный раунд | Четвертьфиналы       | Четвертьфиналы       | Четвертьфиналы       | Полуфиналы           | Полуфиналы           | Полуфиналы           | Финал                | Финал                |
| Дисциплина        | Спортсмены     | Забег                 | Время                 | Место                 | Забег                | Время                | Место                | Забег                | Время                | Место                | Время                | Место                |
| ----------------- | -------------- | --------------------- | --------------------- | --------------------- | -------------------- | -------------------- | -------------------- | -------------------- | -------------------- | -------------------- | -------------------- | -------------------- |
| бег на 100 метров | Клод Румен     | 7                     | 11,22                 | 7                     | Завершил выступление | Завершил выступление | Завершил выступление | Завершил выступление | Завершил выступление | Завершил выступление | Завершил выступление | Завершил выступление |
| бег на 200 метров | Клод Румен     | 4                     | 22,60                 | 6                     | Завершил выступление | Завершил выступление | Завершил выступление | Завершил выступление | Завершил выступление | Завершил выступление | Завершил выступление | Завершил выступление |
| марафон           | Дьёдонне Ламот |                       |                       |                       |                      |                      |                      |                      |                      |                      | 2:16:15              | 20                   |

Женщины
| Дисциплина    | Спортсменка    | Квалификация | Квалификация | Финал                 | Финал                 |
| Дисциплина    | Спортсменка    | Результат    | Место        | Результат             | Место                 |
| ------------- | -------------- | ------------ | ------------ | --------------------- | --------------------- |
| толкание ядра | Дебора Сен-Фар | 16,02        | 19           | Завершила выступление | Завершила выступление |

### Теннис
Мужчины
| Соревнование     | Спортсмен               | 1/32 финала                                   | 1/16 финала          | 1/8 финала           | Четвертьфинал        | Полуфинал            | Матч за 3-е место    | Финал                | Место |
| Соревнование     | Спортсмен               | Соперник Счёт                                 | Соперник Счёт        | Соперник Счёт        | Соперник Счёт        | Соперник Счёт        | Соперник Счёт        | Соперник Счёт        | Место |
| ---------------- | ----------------------- | --------------------------------------------- | -------------------- | -------------------- | -------------------- | -------------------- | -------------------- | -------------------- | ----- |
| Одиночный разряд | Рональд Аженор (11, WC) | Леонардо Лаваль (MEX) Пор. 6-3, 3-6, 2-6, 1-2 | Завершил выступление | Завершил выступление | Завершил выступление | Завершил выступление | Завершил выступление | Завершил выступление | 33    |